# اولد تاون
اولد تاون (انگلیسی: OldTown White Coffee) کافی‌شاپ زنجیره‌ای مالزیایی است، که در سال ۱۹۹۹ تأسیس شد.